# غاريقون فضي
غاريقون فضي (الاسم العلمي: Agaricus argenteus ) هو نوع الفطريات يتبع جنس الغاريقون من الفصيلة الغاريقونية.